# Yagan
Yagan (/ˈjeɪɡən/; c. 1795 – 11 de julho de 1833) foi um guerreiro aborígene australiano da tribo Noongar que teve um papel importante na resistência indígena australiana aos assentamentos britânicos e governou a área de Perth. Após, ele liderou uma série de roubos e saques pelo país, em que colonizadores brancos foram mortos, tendo o governo oferecido uma recompensa por sua captura, vivo ou morto. A execução de Yagan figura no folclore aborígene como um símbolo da injustiça e às vezes como o tratamento brutal dos povos indígenas australianos pelos colonizadores. Yagan é considerado um herói pelo povo Noongar.
Os colonizadores removeram a cabeça de Yagan para reivindicar a recompensa, que posteriormente um oficial a levou para Londres onde foi exibida como uma "curiosidade antropológica". Um museu manteve a cabeça em um depósito por mais de século antes de enterrá-la com outros restos mortais em uma cova não identificada em Liverpool em 1964. Ao longo dos anos, o povo Noongar solicitou a repatriação da cabeça, tanto por razões religiosas quanto pela importância de Yagan na cultura. Em 1993, o local da cova foi identificado e quatro anos depois oficiais exumaram a cabeça e a repatriaram para a Austrália. Desde 1997, os aborígenes da área de Perth debatiam sobre como tratar a cabeça de Yagan de modo respeitoso. Eles finalmente a enterraram em julho de 2010, em uma cerimônia Noongar tradicional em Swan Valley na Austrália Ocidental, 177 anos após a morte de Yagan.